# 우타노정
우타노정(菟田野町)은 나라현 우다군에 속했던 정이다.
2006년 1월 1일에 우타노정, 하이바라정, 무로촌과 합병해 우다시가 성립해 자치체로서의 오우다정은 폐지되었다. 2011년 3월까지는 우다시의 지역 자치구로서 오아자 우다구가 존재하였다. 

## 지리
나라현의 동북부, 야마토 고원의 산중에 위치해, 마을의 동부로부터 흐르는 호노가와 유역의 골짜기에 취락이 산재한다.

## 역사
- 1956년 8월 1일 - 우타정, 우카시촌이 합병해 성립하였다.
- 2006년 1월 1일 - 하이바라정, 오우다정, 무로촌과 합병해 우다시가 되었다. 2011년 3월까지 지역자치구인 오아자 우타노구가 존재하였다.

## 교통

### 도로
- 국도 제166호선 (일본)(일본어판)